# 列支敦士登语言
列支敦斯登的官方語言是德語，是歐洲地區總人口第四少的國家。在境內約有19.4%的居民是來自德語國家，主要是德國、奧地利、瑞士，還有約14.3%來自其他國家，非德語國家國籍主要以義大利、土耳其為大宗。本國人口的種族分布單純，有86%是屬於日耳曼民族分支的阿勒曼尼人。語言上，雖然德語是列支敦斯登的官方語言，但大部分的居民卻都是使用屬於德語方言之一的阿勒曼尼語，其他日耳曼語或斯拉夫語或匈牙利語承認為正式少數民族語言。

## 德語和阿勒曼尼語
列支敦斯登的德語方言是阿勒曼尼語，該國86%的人口是“阿勒曼尼人”，並且會講這種語言。阿勒曼尼語屬於高度分歧的方言，列支敦斯登人民主要使用方言為最高阿勒曼尼語與高地阿勒曼尼語。以德語為母語的人要理解阿勒曼尼語、跟阿勒曼尼語的使用者溝通，可能會有困難，尤其是要理解阿勒曼尼語的南部方言高阿勒曼尼語。因此一些語言學者考慮到理解和溝通方面的問題，也為了區分不同的語言和方言，把阿勒曼尼語單獨看作一種語言。比如美國國際語言暑期學院(SIL International)和聯合國教科文組織(UNESCO)就把阿勒曼尼語當作一種獨立的語言來看待，並為其定義了國際標準規範（即ISO 639）的獨立編碼。